# Хорбрух
Хорбрух (нем. Horbruch) — община в Германии, в земле Рейнланд-Пфальц. 
Входит в состав района Биркенфельд. Подчиняется управлению Раунен.  Население составляет 356 человек (на 31 декабря 2010 года). Занимает площадь 5,18 км².